# Fist of the North Star: Ken's Rage 2
Fist of the North Star: Ken's Rage 2 (en japonés 真·北斗 Shin Hokuto Musou) es un videojuego del género Beat'em up para las consolas PlayStation 3, Xbox 360 y Nintendo Wii U, programado por Omega Force y publicado por Tecmo Koei. Fue lanzado en Japón en diciembre de 2012, y en América del Norte y Europa en febrero de 2013. En América, las versiones para Wii U y PlayStation 3 sólo están disponibles mediante descarga digital aunque hay algunas versiones pal de ps3 que saliron en formato físico  pero son difíciles de encontrar además estaba disponible a través de Nintendo eShop y PlayStation Network. Es la continuación de Fist of the North Star: Ken´s Rage.
Es un spin-off de la serie Dynasty Warriors basado en el manga de la franquicia El Puño de la Estrella del Norte creada por Buronson y Tetsuo Hara.

## Sistema de juego
En términos de control, Rage Ken 2 es muy similar a su predecesor, se puede considerar como una ampliación de Fist of the North Star: Ken´s Rage, ya que ofrece lo mismo y su historia abarca prácticamente la totalidad del manga en el que se basa. Los enemigos vienen en hordas considerablemente más grandes, y el movimiento de desplazamiento y de combate ahora es mucho más rápido. La opción de saltar se ha eliminado (excepto en ciertas situaciones en las que el juego lo permite) a favor de un sistema de evasión, algo que no todos los personajes podían hacer en el primer juego. Los movimientos especiales ya no son mostrados en medio del combate con el fin de mantener el ritmo de juego a una velocidad constante, y los diversos movimientos "Hyper" se han eliminado o se han fusionado con los movimientos estándar de los personajes.

## Modos de juego

### Modo Leyenda
El modo principal del juego se compone de una única campaña con múltiples personajes jugables. Concretamente, el modo "Leyenda" consiste de varias campañas entrelazadas con varios personajes y niveles repetidos que ya estaban presentes en el primer capítulo. A pesar de que el juego se muestra como una continuación, gran parte de la historia mostrada en Rage Ken 2 es la misma que apareció en el anterior juego, sólo se amplia hasta abarcar prácticamente la totalidad del manga original. Además, el juego incluye todos los capítulos que tienen lugar después del final del primer juego, con la excepción de las historias que cuentan con el hijo de Raoh, Ryu, y la saga de la sucesión del reino de Sava.

### Modo Sueño
Este modo de juego muestra nuevas historias de fondo de gran cantidad de personajes jugables y ofrece escenarios alternativos para los personajes. Los personajes se desbloquean a medida que el jugador avance en el modo "Leyenda". Pueden jugar uno o dos jugadores, tanto en la misma consola o en línea.

## Personajes

### Personajes jugables
- Kenshiro (Katsuyuki Konishi)
- Raoh (Fumihiko Tachiki)
- Toki (Tomokazu Seki)
- Jagi (Wataru Takagi)
- Rei (Takehito Koyasu)
- Shin (Tomokazu Sugita)
- Thouzer (Nobutoshi Canna)
- Mamiya (Naomi Shindo)
- Yuda (Keisuke Baba)
- Shew (Takahiro Yoshimizu)
- Juza (Masaya Takatsuka)
- Fudo (Hiromu Miyazaki)
- Ryuga (Takeshi Mori)
- Bate (Daisuke Kishio)
- Rin (Kanae Itō)
- Ein (Kazuya Nakai)
- Falco (Hisao Egawa)
- Shachi (Hiroshi Kamiya)
- Hyou (Ryotaro Okiayu)
- Kaioh (Unshō Ishizuka)
- Heart (Takahiro Fujimoto)
- Outlaw (Kenji Akabane)

### Personajes descargables
- Amiba (Tomokazu Seki)
- Nameless Shura (Takashi Sadahiro)
- Han (Takuya Kirimoto)

### Personajes no-jugables
- Fang / Kiba Daio (Kōhei Fukuhara)
- Uigur (Ryuzaburo Ōtomo)
- Zeed (Shunzo Miyasaka)
- Coronel (Ryohei Nakao)
- Devil Rebirth (Tetsu Inada)
- Raiga (Keiji Hirai)
- Fuga (Masaru Suzuki)
- Solia (Keiichiro Yamamoto)
- Keiser (Takahiro Fujimoto)
- Bolge (Yasuhiko Kawazu)
- Spade (Ryosuke Kanemoto)
- Mad Sarge (Takahiro Yoshimizu)
- Fox (Yohei Azakami)
- Huey (Ryosuke Kanemoto)
- Shuren (Hiromu Miyazaki)
- Alf (Sota Arai)
- Yuria (Hoko Kuwashima)
- Airi (Umeka Shoji)
- Misumi (Keiji Hirai)
- Toyo (Madoka Yamanaka)
- Taki (Machiko Kawana)
- Chacal (Masaya Takatsuka)
- Koh
- Shiva (Hoko Kuwashima)
- Ryuken (Hideyuki Tanaka)
- Ogai (Hisao Egawa)
- Rihaku (Eiji Takemoto)
- Asuka (Umeka Shoji)
- Buzz Harn (Sota Arai)
- Gill Harn (Keisuke Baba)
- Myu (Machiko Kawana)
- Rui (Akemi Sato)
- Jako (Eiji Takemoto)
- Jask (Ryo Takishita)
- Sheeno (Takeshi Mori)
- Akashachi (Tetsu Inada)
- Leia (Akemi Sato)
- Tao (Shunzo Miyasaka)
- Jukei (Ryuzaburo Ōtomo)
- Sayaka (Madoka Yamanaka)
- Kuroyasha (Takuya Kirimoto)
- Narrador (Hideyuki Tanaka)